# Ilusión de movimiento
ilusion de un corazonIlusión de movimiento es una película argentina estrenada el 20 de febrero de 2003, opera prima de Héctor Molina, protagonizada por Darío Grandinetti, Carlos Resta y Mariana Gómez.
El film transcurre en el año 1986. Gerardo regresa a Rosario (Argentina) luego de una prolongada ausencia. Ha vuelto para conocer a su hijo David de siete años (cuya existencia desconocía), recientemente recuperado por su abuela materna. Este chico melancólico e introvertido está empezando a conocer su verdadera familia. Padre e hijo se irán descubriendo y cada uno a su modo buscará un acercamiento, la profundidad de los sentimientos deberá vencer la desconfianza y el dolor provocado por la madre y esposa ausente. Un retrato de la historia de los pesados años de la represión en la Argentina.

## Reparto
- Carlos Resta ...Gerardo
- Matías Grappa ...David
- Darío Grandinetti ...Rafael
- Mónica Alfonso ...La abuela
- Tito Gómez ...El viejo
- Raúl Calandra ...Caña
- Melina Mailhou ...María José
- Juan Rodríguez ...Julián
- Mariana Gómez ...Sabina
- Lucrecia Fontana ...Sabina
- Carolina Minella ...Graciela
- Gabriel Fiorito